# Urfehde

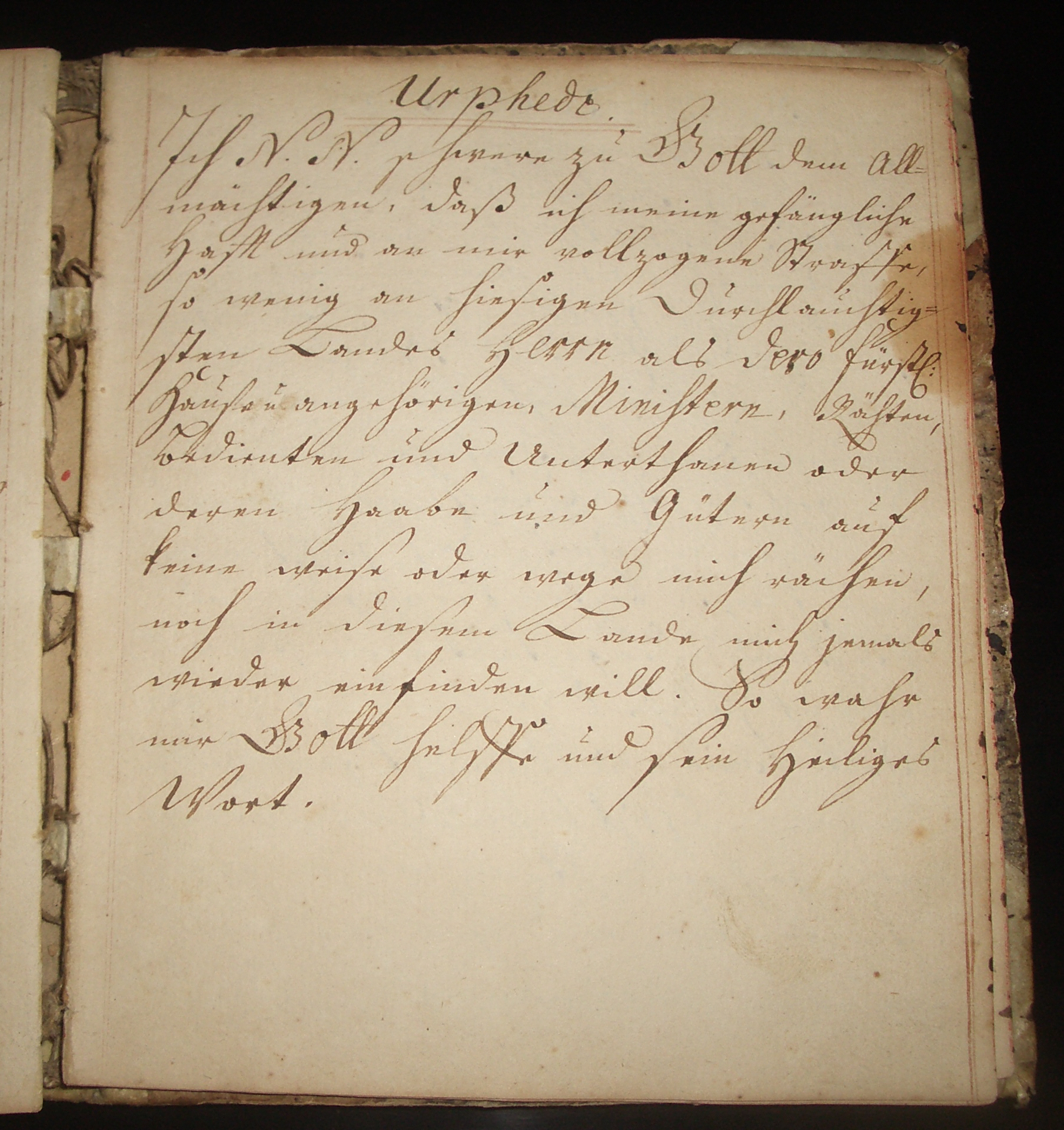
Urfehden-Formel, handschriftlicher Eintrag in einer mecklenburgischen Kanzleiordnung des 17. Jahrhunderts

Die Urfehde (auch Urphed, Urphede, Urpfedt, Unfehde) war ein Mittel des vormodernen Rechts und bedeutete den beeideten Fehdeverzicht. Der Bruch der Urfehde wurde deshalb als Meineid verfolgt und bestraft.
War ein Rechtsbrecher durch eine Fehde zu einer Sühnevereinbarung gegenüber dem Geschädigten, später auch kirchlichen und staatlichen Stellen, gezwungen worden, so versprach der Geschädigte bzw. Fehdeführer mittels der Urfehde die Einstellung der Gewaltmaßnahmen und die zukünftige Wahrung des Friedens. Diese Form der Urfehde wurde als Streiturfehde bezeichnet.
Urfehde, die selbst verschiedene Stadien ihrer Entwicklung durchlief und Teil der Entstehung des öffentlichen Strafrechts war, lässt sich erstmals in fränkischer Zeit in der Fredegar-Chronik oder in den Schriften Gregor von Tours nachweisen. Sie beruht auf den Blutrachevorstellungen der Germanen, bei denen der Streit durch eine eidliche Vertragsform beigelegt wurde.
Mit dem Aufkommen staatlicher Gerichte im Spätmittelalter wurde die Urfehde zur eidlichen Versicherung, der sogenannten Hafturfehde. Mit ihr verpflichtet sich der Unterzeichnende, sich wegen einer geführten Untersuchung, Anklage oder zu vollstreckenden Strafe nicht an den Strafverfolgern zu rächen. Insbesondere umfasste die Urfehde das Versprechen eines entlassenen und des Landes verwiesenen Verhafteten, das Land, aus welchem er verwiesen wurde, nicht wieder zu betreten und sich nicht an dessen Bewohnern zu rächen. Auf der einen Seite ergänzte die Urfehde als zusätzliches Instrument die Strafverfolgung, auf der anderen Seite wurde diese aber auch als Strafe an sich ausgesprochen und übernahm als Gnadeninstrument des mittelalterlichen Rechts eine ähnliche Funktion wie die Bewährungsstrafen der modernen Rechtsprechung.
Im Spätmittelalter und der Frühen Neuzeit waren Urfehden sehr häufig. Fast alle inhaftierten Personen wurden nur mit einer schriftlich beurkundeten Urfehde bestraft und entlassen. Dies hatte aber auch eine verfassungsrechtliche Bedeutung für das Heilige Römische Reich, da durch die Urfehde oft verboten wurde, dass der Eidleistende die Gerichte des Reiches anrufen durfte. Deshalb wurde in der Gerichtsordnung für das Reichskammergericht aus dem Jahre 1555 nur die alte Urfehde als gültiges Rechtsinstrument anerkannt.